# Alessandro Nesta
Alessandro Giovanni Faccutio Nesta (Roma, 19 de março de 1976) é um treinador e ex-futebolista italiano que atuava como zagueiro. Atualmente comanda o Monza.
Como jogador, foi um dos maiores defensores da história do futebol italiano. Bastante conhecido pelo seu forte ritmo de jogo durante os 90 minutos, era impecável nos desarmes e cometia pouquíssimas faltas. Abusava da elegância, classe, e tinha excelente distribuição na saída de jogo.
Nesta fez carreira na Lazio e no Milan, clubes pela qual conquistou três títulos do Campeonato Italiano, três títulos da Copa da Itália, dois títulos da Liga dos Campeões da UEFA e um Mundial de Clubes da FIFA. Foi também frequentemente convocado para a Seleção Italiana. Desde a sua estreia em 1996, o zagueiro atuou em 78 partidas. Pela Azzurra, disputou os Jogos Olímpicos de Verão de 1996, três Eurocopas e três Copas do Mundo. Esteve na Seleção Italiana que chegou a final da Euro 2000, e posteriormente se aposentou da Seleção após a conquista da Copa do Mundo de 2006.
Encerrou sua carreira de jogador em 2014, e em setembro de 2015 foi anunciado como técnico do Miami FC, equipe que estreou na temporada 2016 da North American Soccer League.

## Carreira como jogador

### Lazio
Nesta foi descoberto pela primeira vez por Francesco Rocca, um olheiro da Roma; no entanto, o pai de Nesta, torcedor da Lazio, recusou a oferta. Em 1985, juntou-se às categorias de base da Lazio, onde ele ascendeu na hierarquia em várias posições, chegando a jogar como atacante e meio-campista, antes de se estabelecer como zagueiro.
Sua carreira internacional de primeira mostrou sinais de crescimento quando ele jogou pela Seleção Italiana Sub-15 e Sub-16. Em 1993 foi promovido ao plantel principal da Lazio.
Ele assumiu a braçadeira de capitão da equipe em 1997, e ajudou a Lazio vencer a Copa da Itália de 1998 depois de bater o Milan na final, na qual ele marcou o gol da vitória. Este título foi seguido pela Taça das Taças e a Supercopa da UEFA, em 1999, e um raro Scudetto e uma Copa da Itália na temporada 1999–00, além de duas Supercopas da Itália.

### Milan
Pouco antes da temporada da 2002–03, problemas financeiros forçaram a Lazio a vender muitos dos seus melhores jogadores. Nesta foi transferido para o Milan por aproximadamente 30 milhões de euros pagos em três anos, após ser avaliado em mais de 50 milhões de euros. Em sua primeira temporada como rossoneri, conquistou a Liga dos Campeões da UEFA de 2002–03 e a terceira Copa da Itália da sua carreira. Na temporada seguinte, ele ganhou sua segunda Supercopa da UEFA e o segundo Scudetto.

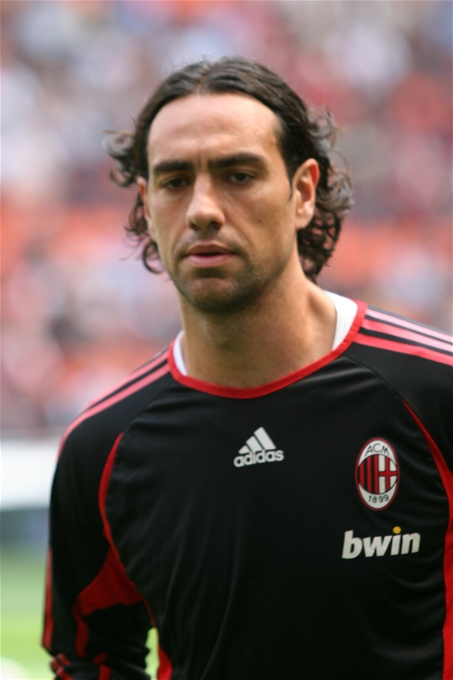
Nesta treinando pelo Milan em 2007

No dia 18 de maio de 2007, renovou seu contrato até 2011. Apesar de ter perdido a maioria dos jogos da temporada 2006–07 devido a uma lesão no ombro, desempenhou papel fundamental na conquista da Liga dos Campeões da UEFA, onde o Milan derrotou o Liverpool por 2–1 na final. Em agosto, faturou mais outra Supercopa da UEFA. Marcou seu primeiro gol pelo Milan no dia 15 de setembro, em um empate de 1–1 com o Siena. Teve grande atuação no dia 16 de dezembro, na goleada de 4–2 contra o Boca Juniors válida pela final da Copa do Mundo de Clubes da FIFA.
Posteriormente, uma série de graves lesões nas costas deixaram o Nesta fora de ação por toda a temporada 2008–09, levantando preocupações sobre sua chance de retornar em alto nível. Felizmente, ele recuperou-se e entrou aos 77 minutos num jogo do Milan contra a Fiorentina, no dia 31 de maio de 2009, para sua primeira aparição na temporada. Já no dia 25 de outubro, marcou dois gols e garantiu a vitória do Milan por 2–1 sobre o Chievo no Campeonato Italiano. Esta foi a primeira vez que ele marcou dois gols em uma partida. Sem demonstrar qualquer sinal de cansaço ou lesão, ele tornou-se um dos jogadores mais consistentes da equipe durante a temporada 2009–10.

#### Despedida
No dia 10 de maio de 2012, aos 36 anos, afirmou numa entrevista coletiva que deixaria o Milan no final da temporada. Fez sua despedida no dia 13 de maio, no estádio San-Siro, na vitória rossonera de 2–1 sobre o Novara.

### Montreal Impact
Já no dia 5 de julho de 2012, assinou por um ano e seis meses com o Montreal Impact, da Major League Soccer. Fez sua estreia contra o Lyon, em um amistoso realizado no dia 24 de julho. Sua estreia oficial foi três dias depois, numa vitória por 3–1 sobre o New York Red Bulls. Em 2013 conquistou o Campeonato Canadense, seu primeiro e único título pelo clube.

### Aposentadoria
No dia 20 de outubro de 2013, após cumprir seu contrato com o Montreal Impact, anunciou que se aposentaria no final da temporada.

### Chennaiyin
Em 28 de novembro de 2014, Nesta acertou com o Chennaiyin, da Índia, para o restante da temporada de 2014. Ele atendeu ao pedido de seu ex-companheiro de Seleção e técnico da equipe, Marco Materazzi, que enfrentava a escassez de jogadores de defesa por conta de lesões, na reta final do torneio.
Nesta fez sua estreia no dia 9 de dezembro, na última partida da primeira fase do campeonato, que terminou num empate por 2–2 contra o Delhi Dynamos. Ele também jogou as duas partidas das semifinais do torneio, quando a sua equipe foi eliminada pelos Kerala Blasters por 4–3 no placar agregado.

## Seleção Nacional

### Início
Nesta representou a Itália nas categorias de base, fazendo parte da equipe da equipe Sub-21 que conquistou o Campeonato Europeu de 1996. O zagueiro recebeu sua primeira convocação para a Seleção Italiana principal poucos meses depois, sendo chamado por Arrigo Sacchi para a Euro 1996, realizada na Inglaterra, mas não saiu do banco e a Itália acabou sendo eliminada na fase de grupos. Nesta estreou pela Azzurra sob o comando de Cesare Maldini, em 5 de outubro de 1996, num jogo contra a Moldávia pelas Eliminatórias da Copa do Mundo de 1998. No total, o zagueiro acabou atuando em sete partidas na campanha de qualificação.

### Copa do Mundo de 1998
Na Copa do Mundo FIFA de 1998, realizada na França, Nesta atuou em todas as três partidas da fase de grupos, jogando ao lado de Fabio Cannavaro, Alessandro Costacurta, Giuseppe Bergomi e Paolo Maldini. No entanto, após se contundir no dia 23 de junho, na vitória contra a Áustria, a Itália acabou sendo eliminada pela França nas quartas de final.

### Euro 2000
Depois de atuar durante a campanha de qualificação para a Euro 2000, sob o comando do treinador Dino Zoff, Nesta foi convocado para a Eurocopa e assumiu a titularidade na defesa ao lado de Fabio Cannavaro, Gianluca Zambrotta e Paolo Maldini. A Seleção Italiana sofreu apenas dois gols no caminho para a final, tendo ficado sem sofrer gols em três jogos. Na semifinal, a Itália venceu a Holanda numa disputa por pênaltis, após um impasse de 0–0 após a prorrogação. Os italianos avançaram para a final, onde enfrentaram a poderosa França de Zinédine Zidane. Após ter aberto o placar com Marco Delvecchio, a Itália vencia por 1–0 até o minuto final dos acréscimos, quando Sylvain Wiltord marcou o gol de empate. Na prorrogação, David Trezeguet marcou o gol de ouro para decretar o título francês, coroando a grande campanha da Seleção Francesa. Devido às boas atuações de Nesta, o zagueiro foi eleito junto com seus companheiros Maldini e Cannavaro para fazer parte da equipe do torneio.

### Copa do Mundo de 2002
Depois da Euro 2000, Nesta permaneceu como titular sob o comando do novo treinador Giovanni Trapattoni, atuando na maioria dos jogos das eliminatórias da Copa do Mundo FIFA de 2002. Convocado para a Copa do Mundo FIFA realizada na Coreia do Sul e no Japão, Nesta formou a dupla de zaga titular com Fabio Cannavaro. Entretanto, assim como em 1998, mais uma vez o zagueiro viria a sofrer uma lesão, ficando de fora da polêmica eliminação para a anfitriã Coreia do Sul, em que a Itália perdeu por 2–1.

### Copa do Mundo de 2006
Apesar do técnico Marcello Lippi ter feito uma renovação na Seleção Italiana, deixando de convocar nomes como Paolo Maldini, Christian Vieri e Vincenzo Montella, Nesta permaneceu como titular e foi peça chave na campanha das Eliminatórias da Copa do Mundo de 2006. O zagueiro, que vivia grande fase no Milan, esteve na lista dos 23 convocados para a Copa do Mundo FIFA de 2006 realizada na Alemanha.
A Itália estreou no dia 12 de junho, com uma vitória por 2–0 contra Gana pela fase de grupos. No segundo jogo, um empate em 1–1 contra os Estados Unidos. Já na terceira partida, uma vitória por 2–0 contra a República Tcheca, Nesta sentiu uma lesão muscular aos 17 minutos do primeiro tempo, foi substituído por Marco Materazzi e não atuou mais no torneio. Materazzi acabou tendo grande atuação no torneio, sendo um dos protagonistas na final diante da França; ele foi o responsável pelo gol da sua equipe, igualando o marcador em 1–1, e também cavou a expulsão de Zidane, que o acertou com uma cabeçada após provocação feita pelo italiano. Após o empate em 1–1, a Itália venceu a França nos pênaltis e conquistou o tetracampeonato.

### Pós-Copa
Em 2008, pouco antes da Eurocopa, Nesta recusou um convite do treinador Roberto Donadoni para retornar à Seleção Italiana. Dois anos depois, o zagueiro também recusou uma convocação de Marcello Lippi, dessa vez para a Copa do Mundo FIFA de 2010, realizada na África do Sul. No total, Nesta realizou 78 partidas pela Itália.

## Carreira como treinador

### Miami FC
No dia 1 de setembro de 2015, Nesta foi apresentado como o primeiro treinador do então recém-fundado Miami FC, que começou a jogar na Liga Norte-Americana de Futebol (NASL) em abril de 2016. Em sua primeira temporada como treinador, o Miami terminou o campeonato em 7º lugar. Na sua segunda temporada, o Miami terminou em primeiro lugar, levando-os a serem os campeões da primavera e do outono na temporada de 2017 da NASL. No entanto, o Miami foi derrotado na semifinal dos playoffs da temporada para o New York Cosmos, depois de um empate sem gols no tempo normal e uma derrota por 6–5 nos pênaltis. Nesta renunciou o cargo de treinador ao fim da temporada de 2017, no dia 17 de novembro.

### Perugia
Foi anunciado como técnico do Perugia no dia 14 de maio de 2018.

### Reggiana
Em 10 de junho de 2023, Nesta foi anunciado como novo treinador da Reggiana, chegando para comandar o clube na disputa da Serie B de 2023–24.

### Monza
Contratado pelo Monza em junho de 2024, Nesta permaneceu no cargo até o dia 23 de dezembro, quando foi demitido por conta dos maus resultados — apenas uma vitória em 17 partidas. No entanto, com a equipe vivendo péssima fase e ocupando a lanterna da Serie A, o treinador foi recontratado em fevereiro de 2025, poucas semanas depois de ter sido dispensado do cargo.

## Estatísticas como jogador
Atualizadas até dezembro de 2014
| Clubes            | Temporada         | Campeonato nacional | Campeonato nacional | Copa nacional | Copa nacional | Competições continentais | Competições continentais | Outros torneios | Outros torneios | Total | Total |
| Clubes            | Temporada         | Jogos               | Gols                | Jogos         | Gols          | Jogos                    | Gols                     | Jogos           | Gols            | Jogos | Gols  |
| ----------------- | ----------------- | ------------------- | ------------------- | ------------- | ------------- | ------------------------ | ------------------------ | --------------- | --------------- | ----- | ----- |
| Lazio             | 1993–94           | 2                   | 0                   | 0             | 0             | 0                        | 0                        | -               | -               | 2     | 0     |
| Lazio             | 1994–95           | 11                  | 0                   | 1             | 0             | 0                        | 0                        | -               | -               | 12    | 0     |
| Lazio             | 1995–96           | 23                  | 0                   | 2             | 0             | 3                        | 0                        | -               | -               | 28    | 0     |
| Lazio             | 1996–97           | 25                  | 0                   | 4             | 0             | 4                        | 0                        | -               | -               | 33    | 0     |
| Lazio             | 1997–98           | 30                  | 0                   | 9             | 1             | 10                       | 1                        | -               | -               | 49    | 2     |
| Lazio             | 1998–99           | 20                  | 1                   | 2             | 0             | 4                        | 0                        | -               | -               | 26    | 1     |
| Lazio             | 1999–00           | 28                  | 0                   | 2             | 0             | 9                        | 0                        | 1               | 0               | 40    | 0     |
| Lazio             | 2000–01           | 29                  | 0                   | 1             | 0             | 8                        | 0                        | 1               | 0               | 39    | 0     |
| Lazio             | 2001–02           | 25                  | 0                   | 1             | 0             | 6                        | 0                        | -               | -               | 32    | 0     |
| Lazio             | Total             | 193                 | 1                   | 22            | 1             | 44                       | 1                        | 2               | 0               | 261   | 3     |
| Milan             | 2002–03           | 29                  | 1                   | 5             | 1             | 14                       | 0                        | -               | -               | 48    | 2     |
| Milan             | 2003–04           | 26                  | 0                   | 4             | 1             | 6                        | 0                        | 2               | 0               | 38    | 1     |
| Milan             | 2004–05           | 29                  | 0                   | 3             | 0             | 12                       | 0                        | 1               | 0               | 45    | 0     |
| Milan             | 2005–06           | 30                  | 1                   | 2             | 0             | 10                       | 0                        | -               | -               | 42    | 1     |
| Milan             | 2006–07           | 14                  | 0                   | 0             | 0             | 8                        | 0                        | -               | -               | 22    | 0     |
| Milan             | 2007–08           | 29                  | 1                   | 0             | 0             | 7                        | 0                        | 3               | 1               | 39    | 2     |
| Milan             | 2008–09           | 1                   | 0                   | 0             | 0             | 0                        | 0                        | -               | -               | 1     | 0     |
| Milan             | 2009–10           | 23                  | 3                   | 0             | 0             | 7                        | 0                        | -               | -               | 30    | 3     |
| Milan             | 2010–11           | 26                  | 0                   | 2             | 0             | 7                        | 0                        | -               | -               | 35    | 0     |
| Milan             | 2011–12           | 17                  | 1                   | 1             | 0             | 7                        | 0                        | 1               | 0               | 26    | 1     |
| Milan             | Total             | 224                 | 7                   | 17            | 2             | 78                       | 0                        | 7               | 1               | 326   | 10    |
| Montreal Impact   | 2012              | 8                   | 0                   | -             | -             | -                        | -                        | -               | -               | 8     | 0     |
| Montreal Impact   | 2013              | 23                  | 0                   | 2             | 0             | 1                        | 0                        | -               | -               | 26    | 0     |
| Montreal Impact   | Total             | 31                  | 0                   | 2             | 0             | 1                        | 0                        | -               | -               | 34    | 0     |
| Chennaiyin        | 2014              | 3                   | 0                   | -             | -             | -                        | -                        | -               | -               | 3     | 0     |
| Chennaiyin        | Total             | 3                   | 0                   | -             | -             | -                        | -                        | -               | -               | 3     | 0     |
| Total na carreira | Total na carreira | 451                 | 8                   | 41            | 3             | 123                      | 1                        | 9               | 1               | 624   | 13    |

## Títulos como jogador
Lazio
- Copa da Itália: 1997–98 e 1999–00
- Supercopa da Itália: 1998 e 2000
- Recopa Europeia: 1998–99
- Supercopa da UEFA: 1999
- Serie A: 1999–00

Milan
- Troféu Luigi Berlusconi: 2002, 2005, 2006, 2007, 2008, 2009 e 2011
- Copa da Itália: 2002–03
- Liga dos Campeões da UEFA: 2002–03 e 2006–07
- Supercopa da UEFA: 2003 e 2007
- Serie A: 2003–04 e 2010–11
- Supercopa da Itália: 2004 e 2011
- Copa do Mundo de Clubes da FIFA: 2007

Montreal Impact
- Campeonato Canadense: 2013

Seleção Italiana Sub-21
- Campeonato Europeu Sub-21: 1996

Seleção Italiana
- Copa do Mundo FIFA: 2006

### Prêmios individuais
- Revelação da Serie A: 1997–98
- Defensor do Ano da Serie A: 1999–00, 2000–01, 2001–02 e 2002–03
- Equipe do Ano da Serie A: 2010–11
- Seleção da Eurocopa: 2000
- Equipe do Ano da UEFA: 2002, 2003, 2004 e 2007
- Equipe do Ano do MEE: 2000–01
- Seleção da FIFPro: 2005 E 2007
- FIFA 100[31]
- Jubileu de Ouro da UEFA
- Hall da fama do Milan
- Seleção de todos os tempos da Eurocopa Sub-21 (publicada em 2015)
- Equipe final do Ano da UEFA (publicada em 2015)
- Seleção Italiana de Todos os Tempos (Time B) - IFFHS: 2021[32]